# رافد المصری
رافد المصری (عربی: رافد زياد المصري؛ زادهٔ ۱۰ اوت ۱۹۸۲) شناگر اهل سوریه-آلمان است.
وی در مسابقات کشوری و بین‌المللی در مجموع برندهٔ ۱ مدال طلا شده‌است.